# Ryan PT-22 Recruit
Il Ryan PT-22 Recruit fu un aereo da addestramento monomotore mono e biposto, monoplano ad ala bassa, sviluppato dall'azienda aeronautica statunitense Ryan Aeronautical Company negli anni trenta.
Variante derivata dal Ryan S-T, come il suo predecessore sia in configurazione monoposto che biposto, e destinata esclusivamente al mercato dell'aviazione militare, venne principalmente utilizzato nelle scuole di volo della United States Army Air Corps, quindi della United States Army Air Forces, prima e durante la seconda guerra mondiale per la formazione dei propri piloti.

## Varianti

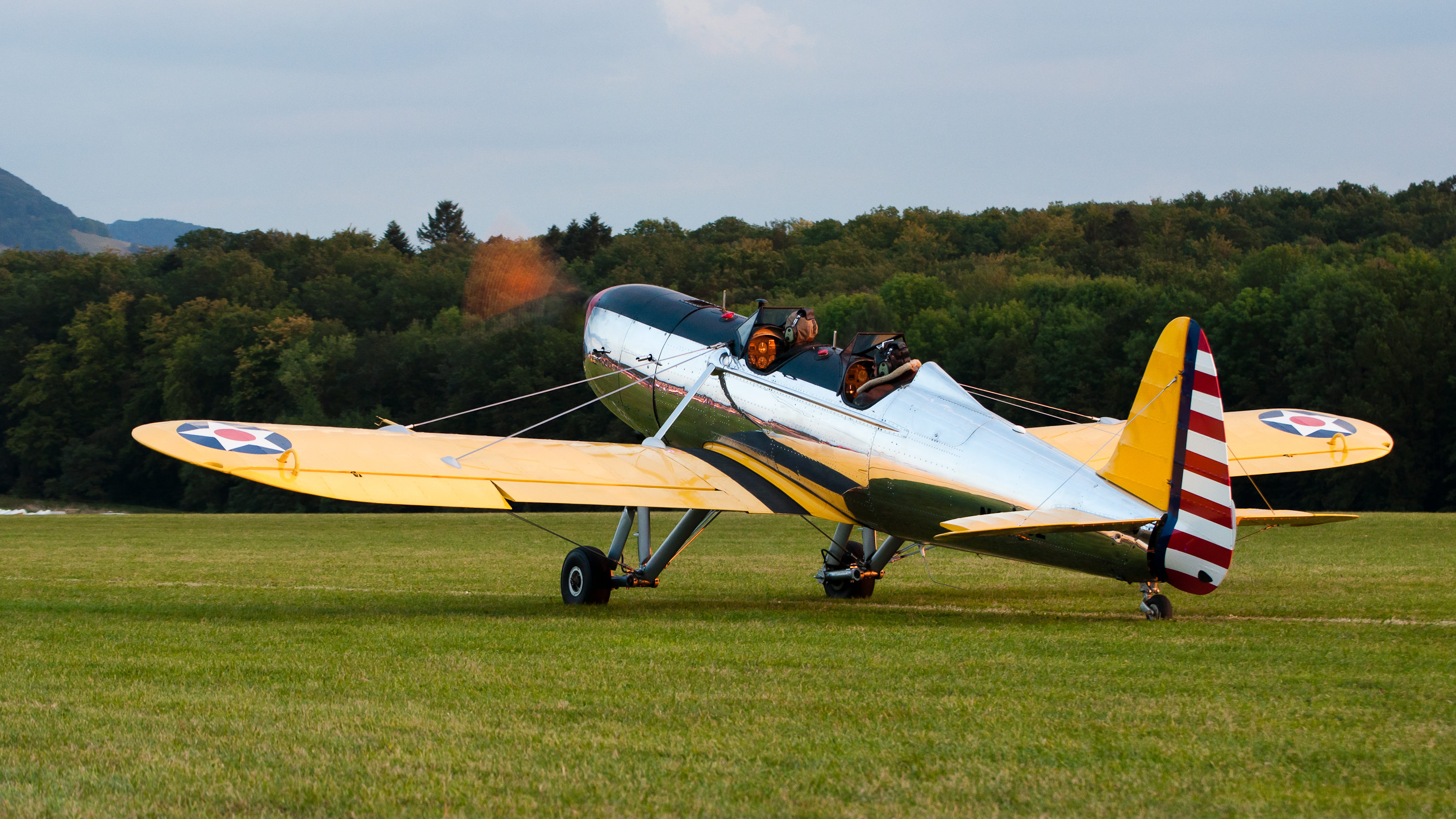
Ryan PT-22 Recruit

PT-22
versione militare del Model ST.3KR equipaggiata con un motore radiale 5 cilindri Kinner R-540-1 da 160 hp, realizzata in 1 023 esemplari.
PT-22A
designazione data ai ST-3S, versione idrovolante a scarponi destinati alla Koninklijke Marine (marina militare olandese), equipaggiati con motore 4 cilindri in linea Menasco D4B da 160 hp, ordine poi cancellato e completato per la United States Army Air Corps motorizzati R-540-1 da 160 hp, realizzata in 25 esemplari.
PT-22B
variante solo progettuale.
PT-22C
designazione data ai PT-22 rimotorizzati con un R-540-3 da 160 hp, 250 conversioni.

## Utilizzatori
Cina
 Ecuador
- Fuerza Aérea Ecuatoriana

 Stati Uniti
- United States Army Air Corps
- United States Army Air Forces